# Distretto di Alaçam

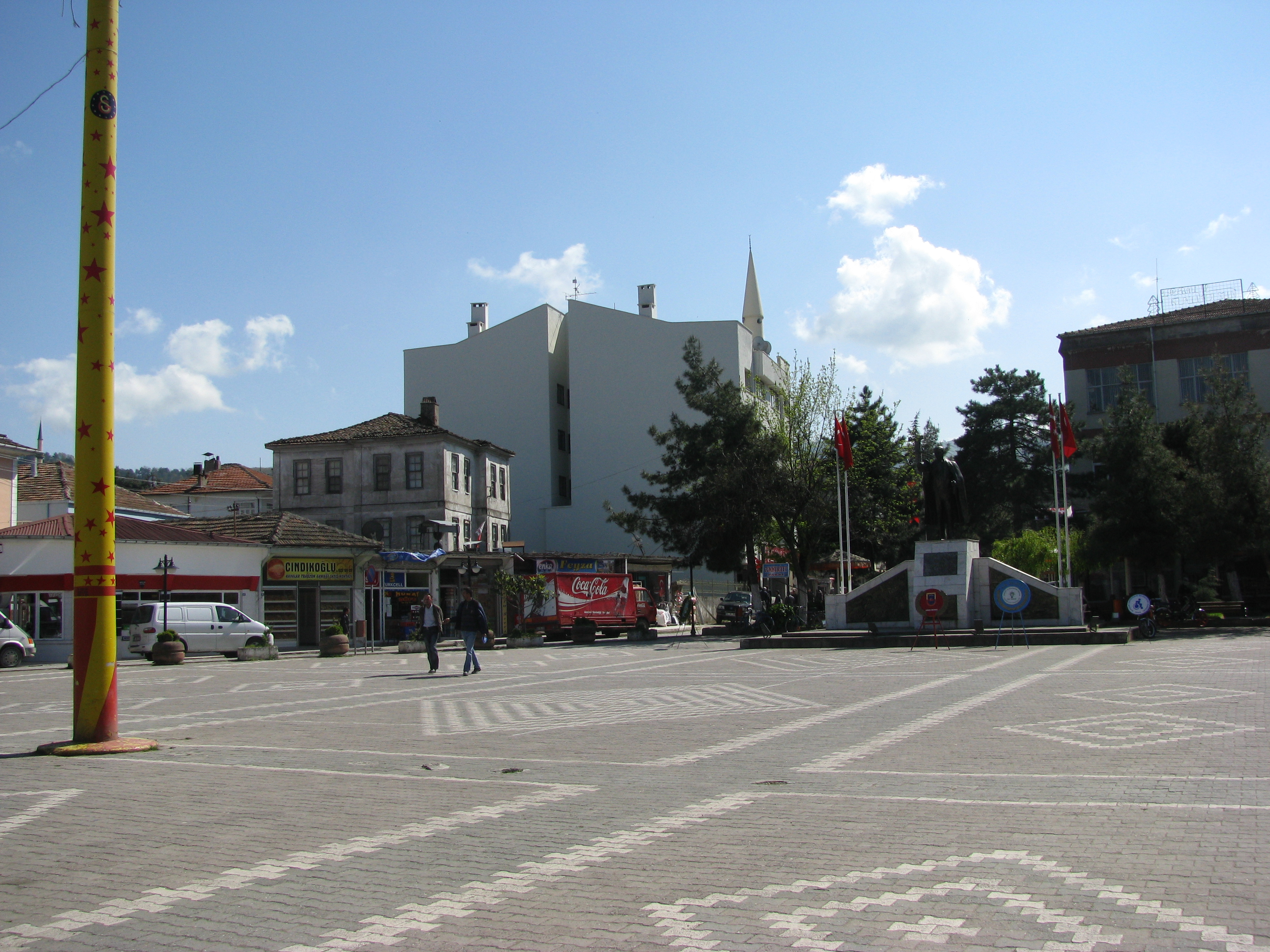
Alaçam Square

Il distretto di Alaçam (in turco Alaçam ilçesi) è uno dei distretti della provincia di Samsun, in Turchia.